# Płaszczak
Płaszczak, chlamida (Chlamydoselachus anguineus) – gatunek prymitywnego rekina z rodziny płaszczakowatych (Chlamydoselachidae), blisko spokrewniony z wymarłymi gatunkami znanymi w zapisie kopalnym z pokładów plioceńskich Antyli i mioceńskich Europy. Wraz z występującym u wybrzeży Afryki Chlamydoselachus africana jest zaliczany do podrzędu Chlamydoselachoidei, a nawet proponowane jest przeniesienie ich do odrębnego rzędu Chlamydoselachiformes.

## Zasięg występowania
Spotykany w wodach całego świata na głębokościach od 120 do 1500 m p.p.m., rzadko pojawia się bliżej powierzchni wody. Gatunek rzadki i słabo poznany.

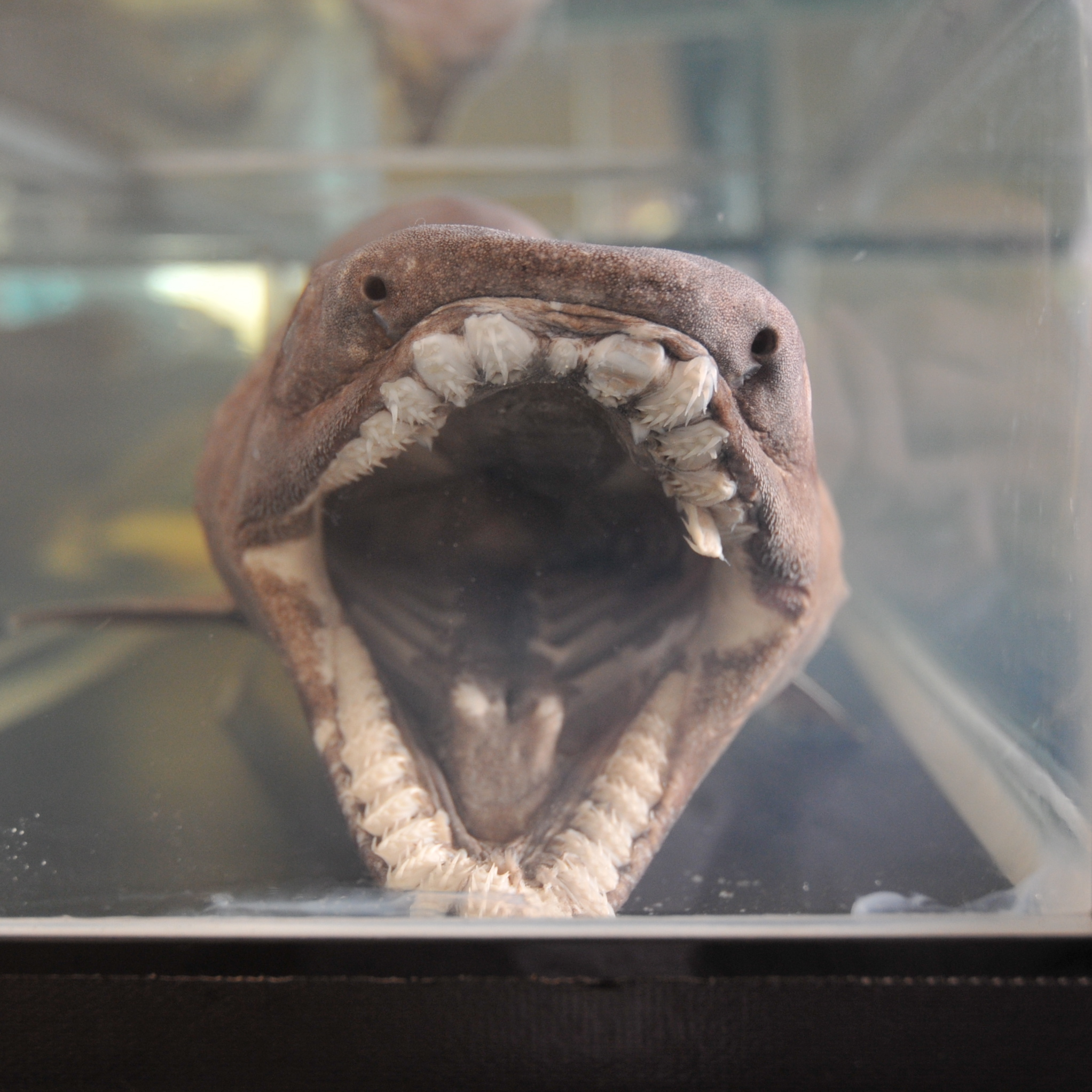
Widok z przodu

## Charakterystyka
Ciało silnie wydłużone, węgorzowate, o długości 100–150 cm (maksymalnie 200 cm), z jedną płetwą grzbietową, otwór gębowy w położeniu końcowym, sześć par szczelin skrzelowych. Ubarwienie ciemnobrązowe lub szare. Samice są większe od samców. Gatunek jajożyworodny. Samica rodzi 3–12 młodych.
Płaszczaki żywią się kałamarnicami i rybami. Ich mięso jest jadalne, ale jako gatunek występujący nielicznie i prowadzący głębinowy tryb życia nie ma znaczenia gospodarczego.